# 高田力蔵
高田 力蔵（たかだ りきぞう、1900年〈明治33年〉10月18日 - 1992年〈平成4年〉10月31日）は、日本の洋画家。春陽会、日本水彩画会。パリのルーブル美術館などの西洋の名画を模写したことでも知られる。

## 生涯
1900年〈明治33年〉、福岡県久留米市に生まれる。
川端画学校で石井柏亭に師事した。この頃フランスの画家アルベール・マルケに感動する。
1926年〈昭和元年〉に日本水彩画会に加入し、1927年の第14回二科展に「岬端風景」で初入選。以後、1936年まで毎年入選した。
1936年、ベルリンオリンピック芸術競技に参加し、Zwei Formen賞（二部賞）を受賞した。このとき、藤田隆治も混合絵具（Mixed Painting）の部で銅賞を得ている。
1937年に渡仏し、パリのアカデミー・グランショーミエールを修了した。このときにはパリに学んでいた岩船修三などの著名な日本人画家とも交流していた。また、ルーヴル美術館で古画を模写し、同13年パリ日本美術家展にアングルの「泉」、ブリューゲルの「乞食の群れ」の模写を出品して日本大使館より奨励賞を受ける。
1938年、パリ美術家展奨励賞受賞。作品に「達陀の行法」などがある。
1939年、第二次世界大戦勃発のため英国・米国を経由して帰国。9月25日にボルドー発ロンドン、ロサンゼルス経由の邦人引揚船鹿島丸に乗り、同年12月4日横浜港に帰港した。同乗者の中には宮本三郎や岡田毅、海老名文雄など在仏歴の長い画家や音楽家、舞台芸術家もいた。
1940年、春陽会会員となる。
1942年、日本の祭礼を主題とする連作を開始した。同年「相馬の野馬追い」、1943年「鹿島神宮御船祭」、1944年「福岡県大善寺鬼夜祭」が春陽会に出品された。
1945年4月、東京大空襲でアトリエを焼失し、郷里久留米に疎開。大分県の九重山、飯田高原、久住高原、硫黄山などの自然に魅せられて連作を制作。
1958年、東京三越本店で個展を開き、九重山群の諸作を出品する。1962年から63年にも同店で個展を開き、皇居周辺の風景画を展示した。
1965年、再度渡仏し、ルーヴルで古画を模写するとともに、1967年、ジャック・ル・マレシャルに油彩の修復技術を学んだ。同年モスクワ、レニングラード、キエフ等を経て帰国。
1971年、仙台市の依嘱でイタリアへ渡航し、ローマのボルゲーゼ宮殿の「Hasekura Tsunenaga」（支倉常長像）を模写した。
その後の1972年から1982年のあいだにも5度渡仏し、古画の模写を行なった。手がけた模写作品には、石橋正二郎の依頼によるジャン・フランソワ・ミレーの「落穂拾い」、ターナーの「雨・蒸気・速力」、アングルの「トルコ風呂」、北区に寄贈したレオナルド・ダ・ヴィンチの「モナ・リザ」、ジャン・フランソワ・ミレーの「晩鐘」等がある。
1990年〈平成2年〉、1938年から描き続けてきた模写作品の所蔵品のうち、20点を東京都北区に寄贈。これを機に、「北区北とぴあオープニング記念　第1回西洋名画模写作品展」が開催され、翌3年に北区北とぴあで「第2回西洋名画模写作品展」、同4年に北区滝野川会館オープニング記念として「第3回西洋名画模写作品展」が開かれた。
1976年より日本美術家連盟委員、1986年より1989年まで同連盟監事を務める。
1992年10月31日午後10時25分、腹膜炎による心不全のため、東京都板橋区の帝京大学病院で死去した。享年92。

## 交友
小説家でノーベル文学賞作家川端康成とは、兄事していたシュルレアリスム画家の古賀春江を通して親交があった。飯田高原を題材にした川端の小説『波千鳥』は、その高田の作品に影響を受けていた。
古賀が1933年に病に倒れたときには川端の世話になったことがある。高田の長男である高田壮一郎が洋菓子店「CADOT」を開店した際には、川端は直筆の推薦文を寄せた。高田は川端康成の肖像画も描いた。